# پیام‌رسان میراندا
NG میراندا (به انگلیسی: Miranda NG) یک برنامه متن باز چند پروتکلی پیام‌رسان فوری است که برای سیستم‌عامل ویندوز طراحی شده‌است. NG میراندا یک نرم‌افزار آزاد است و تحت اجازه‌نامه عمومی همگانی گنو منتشر می‌شود.

## خصوصیات
- رابط گرافیکی کاربر قابل سفارشی‌سازی بر طبق نیازهای کاربر.
- سازمان دهی و مدیریت لیست دوستان و پیام‌های فوری.
- پایگاه داده آرشیو بندی شده پیام‌ها.
- نمایش مشخصات دوستان هنگام نگه داشتن موشواره (احتیاج به نصب افزونه).
- نداشتن تبلیغات.
- جمع و جور و قابل حمل: با تعدادی افزونه کمتر به راحتی بر روی لوح فلاپی ۱٫۴۴ مگابایتی قابل حمل است.
- امنیت / حفظ اسرار: تمامی آرشیو پیام‌ها بر روی دیسک سخت ذخیره می‌شوند.
- استفاده بسیار کمتر از حافظه.

## اتصالات
برخی از پروتکل رمزنگاری‌هایی که توسط افزونه در NG میراندا پشتیبانی می‌شود عبارت است از:
- یاهو مسنجر
- گوگل تاک
- مای اسپیس
- اسکایپ[۱]
- آی‌آرسی

همچنین
AIM, Bonjour, Gadu-Gadu, Fetoin, ICQ, Netsend, SIP, .NET Messenger Service (MSN), MRA و غیره

## تاریخچه

### مراحل اولیه
کار پروژه میراندا آی ام اولین بار توسط Roland Rabien در دوم فوریه سال ۲۰۰۰ میلادی شروع شد که در آن زمان یک برنامه بسیار کوچک شبیه ICQ بود که به آن Miranda ICQ می‌گفتند. در ششم فوریه سال ۲۰۰۰ میلادی، نسخه ۰٫۰٫۱ با حجم کمتر از ۱۰۰ کیلوبایت که از LibICQ استفاده می‌کرد و از تاریخچه پیام‌ها، پایگاه داده و افزونه پشتیبانی نمی‌کرد، منتشر شد.
در نسخه ۰٫۰٫۴ MegaHAL اضافه شد که قابلیت گپ زدن کاربران میراندا و ICQ را ممکن می‌ساخت. افزونه‌پذیری در نسخه ۰٫۰٫۶ اضافه شد. Logger Plugin اولین افزونه‌ای بود که به صورت رسمی همراه با برنامه اصلی ارائه شد.

### نسخه ۰٫۱٫x
پس از انتشار نسخه ۰٫۰٫۶٫۱ در ۲۶ دسامبر سال ۲۰۰۰ میلادی، توسعه دهندگان اصلی کنار کشیدند و Richard Hughes توسعه این پروژه را بدست گرفت. او نسخه ۰٫۱٫۰٫۰ را در ۸ اوت ۲۰۰۱ منتشر و برنامه را بازنویسی و بهبود بخشید.
بعد از نسخه ۰٫۱٫۰٫۰ افزونه‌های میراندا بسرعت افزایش یافت به‌طوری‌که در نسخهٔ ۰٫۱٫۲٫۱ (که در ۲۸ فوریه سال ۲۰۰۲ میلادی منتشر شد) حداقل ۵۰ افزونه برای میراندا نوشته و قابل دسترس بود. در اینجا بود که با افزونهٔ Lizard میراندا پوسته پذیر نیز شد ولی توسعه Lizard به دلیل بی‌ثباتی سریعاً متوقف شد.

### نسخه ۰٫۲٫x
در این نسخه چندین توسعه دهنده جدید شروع به توسعه میراندا دادند و پروتکل MSN و یاهو اضافه شد. منبع افزونه یاهو بسته بود و سریعاً توسط یاهو بسته شد. اما بعدها دوباره از سر نوشته شد و به خوبی کار می‌کرد.
اولین افزونه‌ای که پیام‌رسان نبود، خوراک خوان (RSS Newsletter) و هواشناسی بود.

### نسخه ۰٫۳٫x
در این نسخه که در ۲۳ جواَن سال ۲۰۰۳ میلادی انتشار یافت، ICQ از هسته حذف و به صورت افزونه درآمد و سایت www.miranda-im.org همراه با تالارهای گفتگو و لیست فایل‌های موجود برای دریافت، راه‌اندازی شد.
همچنین افزونه‌های پروتکل‌های ICQ, MSN, AIM و XMPP به صورت پیشفرض همراه با برنامه اصلی ارائه می‌شد. پروتکل یاهو با برنامه اصلی ارائه نمی‌شد و پروتکل IRC کمی بعد توسط Jörgen Persson در انتشار هشتم آگوست سال ۲۰۰۳ میلادی ارائه شد.
همچنین ارسال/دریافت پیام‌ها از هسته اصلی جدا و به افزونه تبدیل شد.

### نسخه ۰٫۴٫x
این نسخه در هفتم آوریل ۲۰۰۵ ارائه شد و اولین توزیعی بود که افزونه پروتکل یاهو به صورت پیشفرض همراه با برنامه اصلی ارائه می‌شد. همچنین لیست دوستان از هسته حذف و به افزونه‌ای جدا تبدیل شد و در نتیجه ۴ نوع کلاسیک لیست (clist_classic)، لیست چند پنجره‌ای (clist_mw)، لیست مدرن (clist_modern) و یک افزونه دیگر که رابط کاربری با سفارشی‌سازی وسیع (clist_nicer) ایجاد شد. همچنین افزونه چند سربرگ‌سازی پنچره (absrmm and scriver)، نمای گزارش‌گیری تاریخچه بر پایه HTML و IE، اسکریپت‌نویسی (mbot) نیز ارائه شد.

### نسخه ۰٫۵٫x
این نسخه در ۲۸ ژوئیه ۲۰۰۶ ارائه شد و اولین نسخه‌ای بود که از یونی‌کد پشتیبانی می‌کرد. هم‌چنین در این نسخه به کاربران این امکان داده شد تا پرونده‌های خود را به صورت مستقیم انتقال دهند.

### نسخه ۰٫۶٫x
این نسخه که در تاریخ ۲۹ دسامبر سال ۲۰۰۶ میلادی ارائه شد از UPnP برای بهبود دادن به سرعت انتقال پرونده‌ها به صورت مستقیم بین کاربرانی که از روتر استفاده می‌کنند پشتیبانی کرد.
از تغییرات دیگر می‌توان به پشتیبانی از رشته‌های UTF-8، پنجره‌های جدول‌بندی شده قسمت تنظیمات و رفع اشکالات متعدد اشاره کرد.

### نسخه ۰٫۷٫x
تغییرات کلیدی این نسخه که در یکم اکتبر سال ۲۰۰۷ میلادی ارائه شد بهینه شدن استفاده از فونت‌ها و نشانه سرویس‌ها، بازنویسی موتور منوها و آگاهی دهنده جدید.
یکی دیگر از تغییرات بزرگ، راه جدیدی بود که به شناسایی منحصر به فرد افزونه‌ها و رابط‌های پیاده‌سازی آن‌ها کمک می‌کرد.

### نسخه ۰٫۸٫x
این نسخه که در ۱۷ ژوئن سال ۲۰۰۹ ارائه شد، شامل قسمت مدیریت حساب‌های کاربری، پشتیبانی داخلی از SSL، پیشرفت‌های مختلف و رفع اشکالات زیاد هسته و افزونه‌ها.

### نسخه ۰٫۱۰٫۲۴
این نسخه که در ۹ اکتبر ۲۰۱۴ ارائه شده‌است. بروزرسانی‌های این نسخه، شامل رفع اشکالات و ارتقاء امنیت برنامه است. از این رو توسط تیم میراندا به شدت توصیه می‌شود که کاربران نرم‌افزار خود را به این نسخه ارتقاء دهند.